# Calanthe calanthoides
Calanthe calanthoides és una espècie d'orquídia d'hàbit terrestre, originària des de Mèxic fins a Colòmbia i el Carib.

## Descripció
Creix sobre arbres caiguts; té les tiges reduïdes a corms curts, foliats. Fulles de 45 cm de llarg i 9 cm d'ample, agudes, conduplicades a la base, plicades, verdes, amb molts nervis longitudinals. Inflorescència raïmosa, multiflora, el peduncle de 25 cm de llarg, verd pàl·lid, glabre abaxial i híspid adaxial, la bràctea floral n'és de 15 mm de llarg, verda, les flors amb sèpals i pètals blancs, o de vegades els pètals un poc verdosos, label groc-verdós amb taques purpúries; sèpals amb àpex i vores híspids, àpex agut i encorbat, el dorsal de 11 mm de llarg, els laterals de 12 mm de llarg; pètals de 7 mm de llarg i 2,5 mm d'ample, híspids; label d'1 cm de llarg, àpex encorbat i agut, un terç basal soldat a la columna, híspid i molsut, un poc conduplicat, formant a la base un esperó cònic i agut; columna curta i gruixuda, lobada, híspida, els lòbuls erectes i arredonits, el lòbul mitjà de 3 mm de llarg, els laterals de 5 mm de llarg; ovari de 12 mm de llarg, pedicelat.

## Distribució i hàbitat
Es distribueix per Mèxic, Costa Rica, El Salvador, Guatemala, Panamà, Cuba, República Dominicana, Jamaica, Colòmbia i Nicaragua, on és rara, i se'n troba als boscs pluvials, on hi ha acumulació d'humus i en condicions de molta ombra a la zona nord-central, a una altura de 1.250–1.500 m sobre el nivell del mar. La floració se'n produeix al maig–juliol i es localitza a una temperatura entre els 50ºF i 75ºF. És una espècie molt atractiva amb flors blanquinoses, hispídules i lleument barrejades amb púrpura sobre un raïm erecte que emergeix de les bases embeinades de les fulles i amb 2 fulles plicades, grosses i amples.

## Taxonomia
Calanthe calanthoides fou descrita per A. Rich. & Galeotti, Hamer & Garay i Fritz Hamer, i publicada en Les orquídiess d'El Salvador, 1: 90–91, f. 1974.
Etimologia

Calanthe: nom genèric que deriva del grec: καλος (kalos) = 'bell' i ανθος (anthos) = 'flor': se'n refereix a la bellesa de les flors.
calanthoides epítet llatí que significa 'igual que les Calanthes'.
Sinonímia

- Ghiesbreghtia calanthoides A. Rich. & Galeotti, Ann. Sci. Nat., Bot., III, 3: 28 (1845).
- Calanthe mexicana Rchb.f., Linnaea 18: 406 (1845).
- Calanthe cubensis Limitin & Rchb.f., Bonplandia (Hannover) 4: 322 (1856).
- Calanthe granatensis Rchb.f., Bonplandia (Hannover) 4: 322 (1856).
- Alismorkis cubensis (Limitin & Rchb.f.) Kuntze, Revis. Gen. Pl. 2: 650 (1891).
- Alismorkis granatensis (Rchb.f.) Kuntze, Revis. Gen. Pl. 2: 650 (1891).
- Alismorkis mexicana (Rchb.f.) Kuntze, Revis. Gen. Pl. 2: 650 (1891).
- Ghiesbreghtia mexicana (Rchb.f.) Schltr., Repert. Spec. Nov. Regni Veg. Beih. 19: 135 (1923).
- Calanthe mexicana var. lanceolata Correll, Lloydia 10: 214 (1947 publ. 1948).
- Calanthe mexicana var. retusa Correll, Lloydia 10: 214 (1947 publ. 1948).[3]